# Vivès
Vivès (em catalão:  Vivers) é uma comuna francesa na região administrativa da Occitânia, no departamento dos Pirenéus Orientais. Estende-se por uma área de 11.07 km², e possui 177 habitantes, segundo o censo de 2018, com uma densidade de 16 hab/km².